# Carl Goßler
Carl Heinrich Goßler (født 17. april 1885 i Hamborg, død 9. september 1914 i Frankrig) var en tysk roer, som deltog i OL 1900 i Paris.
Ved OL stillede Goßler op i firer med styrmand for Germania Ruder Club, Hamburg. Firer med styrmand blev den mest kontroversielle i den olympiske historie, hvor der blev gennemført to finaler med firer med styrmand, som begge af IOC er erklæret som officielle og der derfor er dobbelte medaljevindere i konkurrencen. 
Germania-båden vandt sit heat i indledende runde, og besætningen bestod foruden Carl Goßler (der var styrmand) af hans brødre Gustav og Oskar Goßler samt Waldemar Tietgens og Walther Katzenstein. De kom i den anden finale sammen med de to øvrige heatvindere, en hollandsk båd fra Minerva, Amsterdam, og endnu en tysk båd fra Ludwigshafen. Her var Germania-båden klart hurtigst og vandt med fire sekunder ned til Minerva-båden, mens båden fra Ludwigshafen var yderligere to sekunder bagud.
Carl Goßler blev senere soldat og omkom ved Marne en af de allerførste dage af første verdenskrig.